# Hyles rothschildi
Hyles rothschildi är en fjärilsart som beskrevs av Stauder. 1928. Hyles rothschildi ingår i släktet Hyles och familjen svärmare. Inga underarter finns listade i Catalogue of Life.